# Cissus acreensis
Cissus acreensis är en vinväxtart som beskrevs av J.A. Lombardi. Cissus acreensis ingår i släktet Cissus och familjen vinväxter. Inga underarter finns listade i Catalogue of Life.